# Inside fireworks vol.3
inside fireworks vol.3（インサイド　ファイヤーワークス　ボリュームスリー）は、2014年3月29日から会場限定で販売の、セカイイチの5曲入りCDRである。

## 概要
- 過去の名曲を、アコースティックアレンジで再録音した5曲入りCDR
- セカイイチメルマガ会員限定アコースティックライブ『inside fireworks vol.3』（東京・大阪・名古屋）会場にて限定発売

## 収録曲
1. 聞いてますかお月様？
2. Jaipur Town
3. Beat goes on
4. あたりまえの空
5. 眠りにつく、その前に